# Tránsito de Venus de 1874

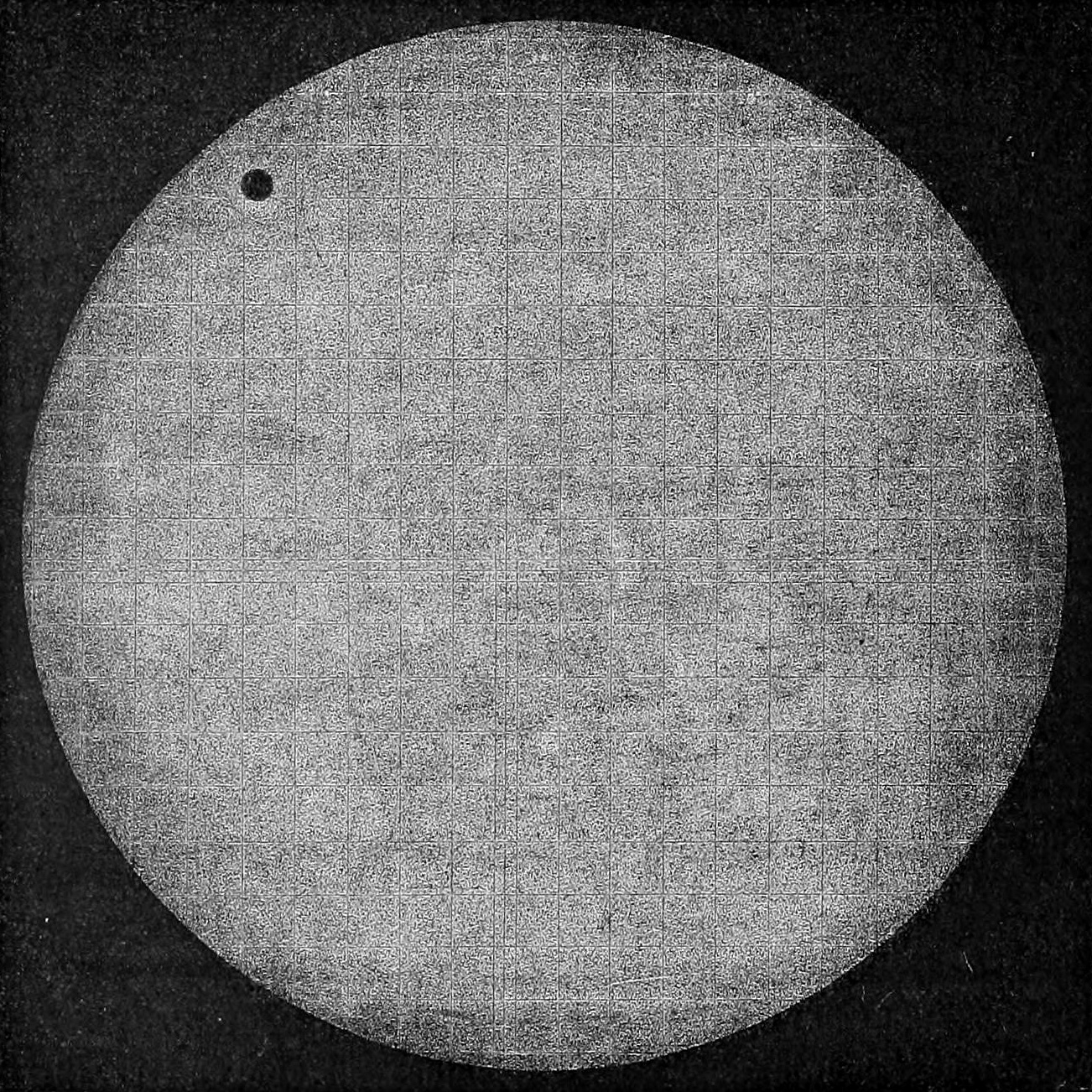
El tránsito visto desde Japón por Pierre Janssen.

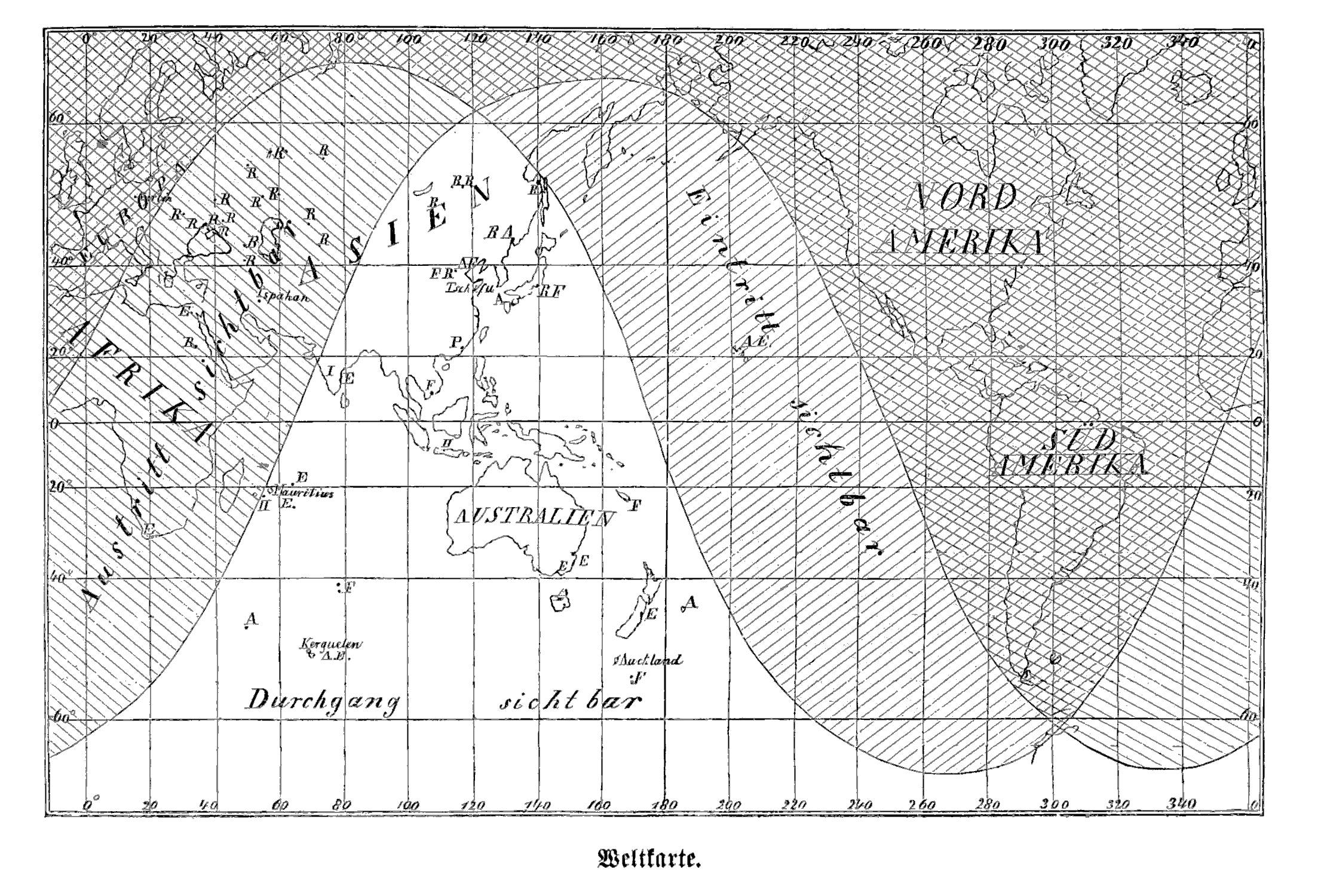
Mapa que muestra la visibilidad del tránsito de Venus de 1874.

El tránsito de Venus de 1874, que tuvo lugar el 9 de diciembre de 1874 (de 01:49 a 06:26 UTC),  fue el primero del par de tránsitos de Venus que tuvo lugar en el siglo XIX, con el segundo tránsito ocurrió ocho años después en 1882. El par anterior de tránsitos había tenido lugar en 1761 y 1769, y el siguiente par no se llevaría a cabo hasta 2004 y 2012] Al igual que con los tránsitos anteriores, el tránsito de 1874 brindaría una oportunidad para mejorar las mediciones y observaciones. Se planearon y enviaron numerosas expediciones para observar el tránsito desde lugares de todo el mundo, y varios países establecieron comités oficiales para organizar la planificación.
Hubo seis expediciones oficiales francesas. Una expedición fue a la isla Campbell de Nueva Zelanda, las otras cinco viajaron a Île Saint-Paul en el Océano Índico, Nouméa en Nueva Caledonia en el Pacífico, Nagasaki en Japón (con una estación auxiliar en Kobe), Pekín en China y Saigón en Vietnam.
Hubo cinco expediciones británicas oficiales o sitios de observación. Una expedición viajó a Hawái, y otras dos fueron enviadas al archipiélago de Kerguelen en el extremo sur del Océano Índico, y Rodrigues, una isla más al norte en el Océano Índico, cerca de Mauricio. Una cuarta expedición fue a un sitio cerca de El Cairo en Egipto, y la quinta viajó a un sitio cerca de Christchurch en Nueva Zelanda. Varias de las expediciones incluyeron estaciones de observación auxiliares que se construyeron además de los principales sitios de observación.
En los Estados Unidos, la Comisión del Tránsito de Venus envió ocho expediciones financiadas por el Congreso, una a Kerguelen, una a Hobart, Tasmania, una a Queenstown, Nueva Zelanda, una a la isla Chatham en el Pacífico sur, una dirigida por James Craig Watson. en Pekín, uno en Nagasaki en Japón y otro en Vladivostok en Rusia. La octava expedición estaba destinada a la isla Crozet, pero no pudo aterrizar allí y, en cambio, hizo observaciones desde Tasmania. Estas expediciones obtuvieron 350 placas fotográficas para el tránsito de 1874.
El tránsito se observó desde muchos observatorios, incluido el Observatorio de Melbourne, el Observatorio de Adelaida y el Observatorio de Sídney en Australia, el Observatorio Real de Ciudad del Cabo en lo que hoy es Sudáfrica, el Observatorio Royal Alfred en Mauricio, el Observatorio de Madrás en Madrás, India, el Observatorio Colonial Time Service en Wellington, Nueva Zelanda, y Observatorio Khedivial en Egipto. El Observatorio de Sídney envió un grupo de observación a Goulburn en Australia.
El astrónomo italiano Pietro Tacchini dirigió una expedición a Muddapur, India. Otros lugares en la India desde donde se observó el tránsito incluyeron Roorkee, y Visakhapatnam . El astrónomo alemán Hugo von Seeliger dirigió una expedición que viajó a las islas Auckland. Los astrónomos alemanes también viajaron a Isfahán en Persia y a Kerguelen. El astrónomo holandés Jean Abraham Chrétien Oudemans hizo observaciones desde Reunión, y también se hicieron observaciones desde varios puntos de las Indias Orientales Holandesas. Los astrónomos austríacos hicieron observaciones desde Iasi, en lo que ahora es Rumanía. El astrónomo ruso Otto Wilhelm von Struve organizó expediciones para realizar observaciones en el este de Asia, el Cáucaso, Persia y Egipto. Dos expediciones mexicanas viajaron a Yokohama en Japón.
También hubo varios individuos que viajaron a varios lugares para observar el tránsito, o financiaron expediciones privadas. Archibald Campbell hizo observaciones desde Tebas en Egipto. James Ludovic Lindsay financió una expedición privada a Mauricio. Se sabía que se habían realizado varias observaciones privadas o de aficionados desde Nueva Gales del Sur, incluidas las de Eden, Windsor y Sídney. Una expedición estadounidense financiada con fondos privados también viajó a Beechworth, Victoria, en Australia.
No todos los observadores pudieron realizar mediciones, ya sea por condiciones climáticas adversas o por problemas con el equipo utilizado. Muchos observadores, en particular los de las expediciones oficiales, utilizaron la nueva técnica de fotoheliografía, con la intención de utilizar las placas fotográficas para realizar mediciones precisas. Sin embargo, los resultados del uso de esta nueva técnica fueron pobres y varias expediciones no pudieron producir resultados publicables o mejorar los valores existentes para la unidad astronómica (AU). Además de esto, las observaciones hechas de Marte estaban produciendo resultados más precisos para calcular el valor de la UA que los que se podrían obtener durante un tránsito de Venus.